# Moussa Sissoko
Moussa Sissoko (sinh ngày 16 tháng 8 năm 1989) là một cầu thủ bóng đá chuyên nghiệp người Pháp hiện đang chơi cho câu lạc bộ Ligue 1 Nantes và đội tuyển quốc gia Pháp. Anh là một tiền vệ đa năng (box-to-box) có thể chơi tốt ở nhiều vị trí như tiền vệ trung tâm, tiền vệ phòng ngự, thậm chí là một tiền vệ tấn công hoặc tiền vệ cánh phải.
Sissoko bắt đầu sự nghiệp bóng đá của mình ở đội trẻ các câu lạc bộ địa phương ở vùng thủ đô nước Pháp, chẳng hạn như Esperance Aulnay và AS Red Star 93. Năm 2002, anh chuyển về phía nam để chơi cho câu lạc bộ chuyên nghiệp Toulouse. Sissoko đã trải qua bốn năm trong học viện trẻ của câu lạc bộ và ra mắt đội một trong mùa giải 2007-08. Và đây cũng là lần đầu tiên anh được chơi ở UEFA Champions League. Ở mùa giải tiếp theo, Sissoko đã được đề cử giải thưởng bởi màn trình diễn của mình và sự đóng góp giúp Toulouse đủ điều kiện tham dự giải đấu mới UEFA Europa League.
Sissoko là một cầu thủ trẻ người Pháp và chơi ở tất cả các cấp độ đội tuyển mà anh đủ điều kiện tham gia. Vào tháng 8 năm 2009, anh được gọi vào đội tuyển quốc gia lần đầu tiên và có màn ra mắt trong trận đấu tại khuôn khổ vòng loại FIFA World Cup với đội tuyển Quần đảo Faroe. Anh có tên trong đội hình chính thức đầu tiên bốn ngày sau đó trong vòng loại với đội tuyển Áo.

## Tuổi thơ
Sissoko được sinh ra ở Le Blanc-Mesnil, Seine-Saint-Denis, có bố mẹ là người Mali. Cha anh là một công nhân xây dựng và mẹ anh là một bà nội trợ. Sissoko là con cả trong gia đình có bốn người con, có ba em gái. Anh bị thu hút bởi bóng đá khi còn rất trẻ, anh nói rằng: "Tôi nhanh chóng nhận ra rằng bóng đá có thể giúp tôi có một cuộc sống tốt hơn". Năm sáu tuổi, Sissoko gia nhập học viện đào tạo trẻ của Espérance Aulnay, có trụ sở ở gần Aulnay-sous-Bois, một vùng ngoại ô ở phía đông bắc Paris. Anh được đào tạo ba lần một tuần tại câu lạc bộ dưới sự giám sát của huấn luyện viên Adama Dieye, người hiện đang làm phóng viên cho đội futsal của câu lạc bộ. Sissoko mô tả Dieye như một người cố vấn quan trọng trong quá trình phát triển tài năng của mình rằng "Tôi ở đây hôm nay là vì có ông ấy". Vào tháng 7 năm 1999, Sissoko chuyển đến Saint-Ouen để gia nhập AS Red Star 93. Sissoko đã trải qua hai năm làm việc tại câu lạc bộ và là đồng đội với tiền vệ của Guingamp, Yannis Salibur. Vào tháng 9 năm 2001, anh trở lại Aulnay thêm hai năm để phát triển trước khi tìm cách gia nhập một câu lạc bộ chuyên nghiệp.

## Sự nghiệp câu lạc bộ

### Toulouse

#### 2003–2008
Vào tháng 7 năm 2003, Sissoko đã có chuyến đi xuống phía nam để tới bộ phận Haute-Garonne để ký hợp đồng với câu lạc bộ chuyên nghiệp Toulouse FC. Anh đã ký một hợp đồng triển vọng (trẻ) và được đưa vào đội bóng U-14 của câu lạc bộ. Sissoko dành ba năm tập luyện ở học viện trẻ của câu lạc bộ cùng với đồng đội tương lai của anh Cheikh M'Bengue và Étienne Capoue trước khi nhận được một cuộc gọi lên đội hình dự bị của CLB tại giải đấu nghiệp dư Championnat de France, giải hạng tư của bóng đá Pháp, đầu mùa giải 2006-07. Sissoko ra sân trong 18 trận đấu tại giải nghiệp dư, nhanh chóng trở thành một trong những cầu thủ trẻ được săn đón nhiều nhất của câu lạc bộ. Trước khi ký hợp đồng chuyên nghiệp với Toulouse, anh đã thu hút được sự quan tâm từ các câu lạc bộ nước Anh như Liverpool và Bolton Wanderers.
Giữa mùa giải 2006/07, Sissoko đã ký hợp đồng chuyên nghiệp đầu tiên với bản hợp đồng có thời hạn ba năm với Toulouse cho đến tháng 6 năm 2010. Sau đó, anh được đôn lên đội một và mang số áo 22 của câu lạc bộ vào mùa hè sau đó dưới sự dẫn dắt của HLV Elie Baup. Sissoko có trận đấu ra mắt vào ngày 4 tháng 8 năm 2007, ra sân từ băng ghế dự bị trong thất bại 3-1 trước Valenciennes. Anh có tên trong đội hình chính lần đầu tiên một tuần sau đó trong chiến thắng vất vả 1-0 của đội bóng trước nhà đương kim vô địch Lyon. Vào ngày 15 tháng 8, anh ra sân trong trận đấu lượt đi vòng ba UEFA Champions League của câu lạc bộ với Liverpool. Sissoko vào thay Albin Ebondo ở phút 83 và nhận thẻ vàng ở phút cuối. Trận thua lượt đi 1-0 và tổng 5-0 sau 2 lượt trận. Sissoko đã ghi bàn thắng chuyên nghiệp đầu tiên vào ngày 1 tháng 9 năm 2007 trong chiến thắng 2-0 trước Auxerre, ghi bàn ở phút bù giờ sau khi vào sân thay người hai phút trước đó. Cuối tháng 9, anh bắt đầu được ra sân thường xuyên trong đội hình chính thức chơi trong vai trò tiền vệ phòng ngự cùng với những cầu thủ tấn công Achille Emana và Fodé Mansaré, và đội trưởng Nicolas Dieuze. Vào ngày 6 tháng 1 năm 2008, Sissoko đã ghi bàn thắng thứ hai trong mùa giải trước Paris Saint Germain ở Coupe de France. Toulouse bất ngờ để thua trận trước một câu lạc bộ bán chuyên với tỉ số 2-1. Mặc dù mùa giải cá nhân Sissoko có màn trình diễn đầy hứa hẹn, nhưng Toulouse đã kết thúc ở một vị trí bị xuống hạng và Baup bị sa thải và thay thế bởi Alain Casanova. Sau mùa giải, vào ngày 25 tháng 7 năm 2008, Sissoko đã ký hợp đồng gia hạn với câu lạc bộ cho đến năm 2012.

#### 2008–2013

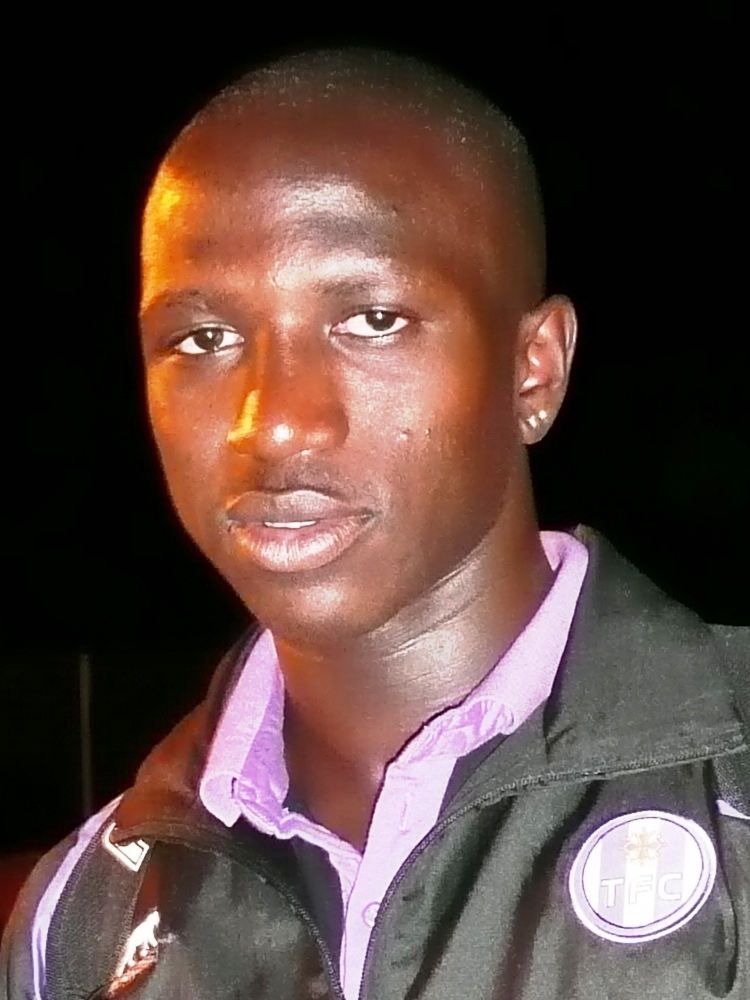
Sissoko trong màu áo Toulouse

Sau sự ra đi của Emana tới Tây Ban Nha, Casanova đưa Sissoko vào vai trò tiền vệ box-to-box trước mùa giải 2008/09 để đưa tiền vệ phòng ngự mới nổi Étienne Capoue vào đội hình xuất phát, cũng như Étienne Didot, người đến từ Rennes. Động thái này cho phép Sissoko giữ nhiệm vụ phòng thủ, nhưng cũng thể hiện kỹ năng tấn công của mình. Anh bắt đầu mùa giải với chủ yếu là cầu thủ dự bị dưới Casanova, nhưng đến tháng 12, Sissoko đã thường xuyên là một phần của đội hình chính thức mười một người. Vào ngày 24 tháng 1 năm 2009, anh đã ghi bàn thắng đầu tiên của mùa giải trước câu lạc bộ FCE Schirrhein trong chiến thắng 8-0 ở Coupe de France. Đó là một bàn thắng đáng nhớ với Sissoko chạy gần như toàn bộ sân với bóng dưới chân, vượt qua một số cầu thủ Schirrhein, trước khi dứt điểm trong vòng cấm. Toulouse đã lọt vào bán kết của giải trước khi thua 2-1 với đội vô địch là Guingamp. Trong giải đấu, Sissoko là người đóng góp quan trọng trong việc giúp đội bóng thành phố kết thúc ở vị trí thứ 4 trong giải đấu, được quyền tham dự vòng loại UEFA Europa League-giải đấu mới được thành lập. Anh đã ghi bàn thắng đầu tiên của chiến dịch giải đấu vào ngày 7 tháng 2 trong chiến thắng 2-0 trước Le Mans. Sissoko cũng ghi bàn trong chiến thắng trước các đối thủ của Derby de la Garonne là Bordeaux và Paris Saint-Germain. Tổng cộng, anh ra sân 40 lần và ghi được năm bàn thắng. Với những nỗ lực của mình, anh đã được đề cử cho Cầu thủ trẻ xuất sắc nhất năm của UNFP, cùng với người đồng đội Capoue, người cũng có một mùa giải xuất sắc.
Trước khi bắt đầu mùa giải 2009/10, Sissoko đã thu hút sự quan tâm mạnh mẽ từ đội bóng ở giải ngoại hạng Anh Tottenham Hotspur. Câu lạc bộ nước Anh đưa ra mức giá £ 12 triệu cho anh và sau đó tăng đến 15.500.000 £ trước khi chủ tịch Olivier Sadran tuyên bố rằng Sissoko sẽ không phải để bán. Bất chấp ý kiến của Sadran, Manchester City, cũng như các đội bóng Ý Inter Milan hay Juventus, và câu lạc bộ Đức Bayern Munich cũng liên hệ với Sissoko. Để dập tắt những tin đồn, Sadran tuyên bố rằng Sissoko sẽ không rời câu lạc bộ với mức giá dưới 30 triệu euro.
Sissoko bắt đầu chiến dịch 2009/10 bằng cách thể hiện kỹ năng tấn công của mình khi anh ghi được sáu bàn thắng trong 12 trận đầu tiên của câu lạc bộ. Anh bắt đầu ghi bàn cho câu lạc bộ trong chiến thắng 3-1 trước Saint-Étienne. Ngày 20 tháng 9, anh ghi bàn trong chiến thắng 2-0 của câu lạc bộ trước Le Mans và trong tuần sau đó đã ghi bàn mở tỷ số trong trận thua 2-1 của câu lạc bộ trước Lyon. Vào ngày 1 tháng 10 năm 2009, Sissoko ghi bàn đầu tiên trong sự nghiệp của mình tại một giải đấu châu lục tại trận đấu thuộc vòng bảng UEFA Europa League với đội bóng Bỉ CLB Brugge. Trận đấu kết thúc với tỷ số hòa 2-2. Vào ngày 24 tháng 10, Sissoko đã ghi bàn thắng thứ tư trong mùa giải của mình trong chiến thắng 2-0 trên sân khách trước Lens. Trong hai tuần sau đó, Sissoko ghi cả hai bàn mở tỷ số trong trận hòa 1-1 với Marseille và chiến thắng 3-2 trên sân nhà trước Rennes. Việc ghi bàn của Sissoko bị chậm lại trong phần sau của mùa giải, chỉ ghi được một bàn thắng sau kỳ nghỉ đông với Valenciennes trong chiến thắng 3-1. Anh thường xuyên thi đấu chính thức trong phần còn lại của mùa giải, nhưng Toulouse đã không giữ được vị trí trên bảng xếp hạng của giải đấu và kết thúc ở vị trí thứ 14 đáng thất vọng.
Bất chấp sự quan tâm từ một số câu lạc bộ, Sissoko đã chọn ở lại Toulouse nói rằng anh rất hạnh phúc tại câu lạc bộ và sẽ để người đại diện của mình giải quyết việc chuyển nhượng của mình. Anh đã ghi bàn thắng đầu tiên của mùa giải mới vào ngày 22 tháng 9 năm 2010 trong trận thua 2-1 trước Boulogne-sur-Mer ở Coupe de la Ligue. Vào ngày 6 tháng 2 năm 2011, Sissoko đã ghi cả hai bàn thắng trong chiến thắng 2-0 trước Monaco.

### Newcastle United
Vào ngày 21 tháng 1 năm 2013, Newcastle United F.C.|Newcastle United]] xác nhận họ đã chiêu mộ thành công Sissoko với một hợp đồng sáu năm rưỡi với mức phí không được tiết lộ, được cho là vào khoảng 1,5 triệu bảng. Người ta đồn rằng Sissoko khước từ mọi cuộc trao đổi có phí chuyển nhượng trước đó từ câu lạc bộ mới của mình nhằm thúc đẩy thương vụ được thông qua sau khi Toulouse đã không sẵn lòng để cho anh ta rời khỏi cho đến mùa hè, khi hợp đồng của anh hết hạn. Anh được trao áo số 7.

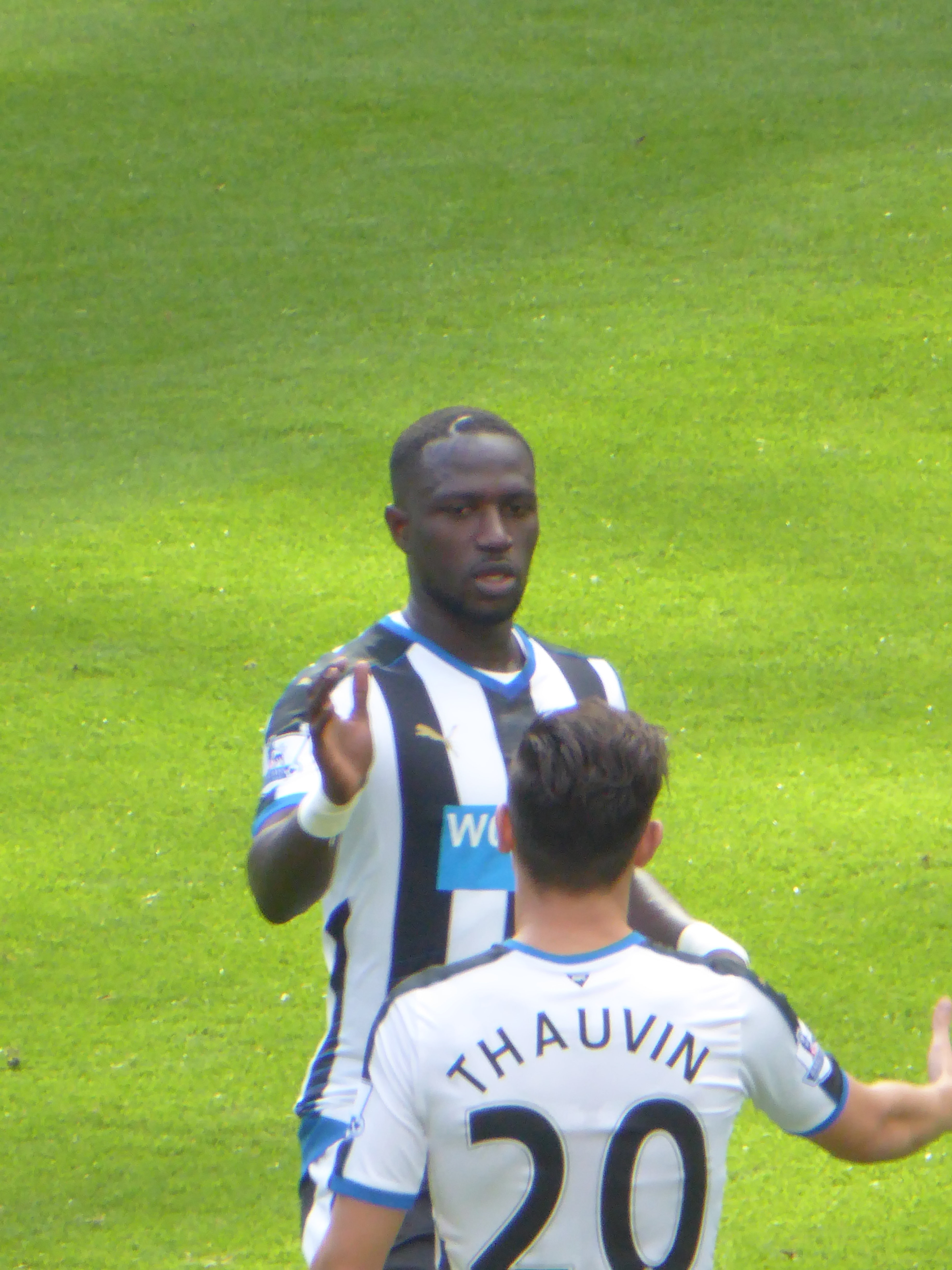
Sissoko thi đấu cho Newcastle

Anh ra mắt Newcastle vào ngày 29 tháng 1, và ngay lập tức có pha kiến tạo cho bàn thắng mở tỉ số trong chiến thắng 2-1 trước Aston Villa. Trong trận đấu thứ hai, lần đầu tiên tại St James 'Park, Sissoko đã ghi cả hai bàn thắng gỡ hòa và giành chiến thắng trong chiến thắng trở lại 3-2 trước Chelsea. Vào ngày 24 tháng 2, Sissoko đã ghi bàn trong chiến thắng 4-2 trước Southampton.
Bàn thắng đầu tiên của Sissoko trong mùa giải 2013/14 đã diễn ra vào ngày 30 tháng 11, trong trận gặp West Bromwich Albion, một cú dứt điểm ở khoảng cách 25m, nâng tỷ số lên 2-1. Trong những phút cuối trận đấu với Southampton vào tháng 12, anh đã gặp phải một sự cố trong đó anh vô tình đánh vào mặt trọng tài Mike Jones khi cố gắng kéo ra khỏi thủ môn đối phương. Anh ghi được hai bàn trong trận thắng 4-1 với Hull City vào tháng 3 năm 2014, phóng viên của Chronicle, Neil Cameron, mô tả màn trình diễn của anh "hoàn toàn siêu hạng".
Trong mùa giải 15/16, Sissoko được trao băng đội trưởng sau khi Fabricio Coloccini dính chấn thương. Trong trận đấu đầu tiên ra sân với tư cách đội trưởng, Sissoko đã ghi bàn thắng đầu tiên trong mùa giải của mình trong chiến thắng 1-0 trước Queens Park Rangers. Vào ngày 29 tháng 11 năm 2014, Sissoko đã nhận hai thẻ vàng trong khoảng thời gian 45 giây, trong trận thua 1-0 trước West Ham United. Vào ngày 1 tháng 1 năm 2015, Sissoko đã ghi bàn thắng thứ hai trong mùa giải, khi Newcastle hòa 3-3 với Burnley. Vào ngày 13 tháng 4 năm 2015, Sissoko bị đuổi khỏi sân trong trận đấu với Liverpool, nhận thẻ vàng thứ hai từ trọng tài Lee Mason, sau một pha vào bóng nguy hiểm với Lucas Leiva. Vào ngày 24 tháng 5 năm 2015, ngày cuối cùng của mùa giải, anh đã ghi bàn thắng mở tỉ số trong chiến thắng trên sân nhà 2-0 trước West Ham United, điều này giúp Newcastle trụ hạng tại Premier League.
Trong mùa giải 2015/2016, Sissoko đã trở thành đội trưởng trong sáu trận cuối của mùa giải, và trong trận đấu đầu tiên với tư cách đội trưởng vào ngày 16 tháng 4 năm 2016, anh đã ghi bàn thắng duy nhất của anh trong chiến thắng 3-0 trước Swansea. Điều này đã châm ngòi cho mạch sáu trận bất bại trong cuộc chiến trụ hạng của Newcastle, bao gồm những trận hòa đáng tin cậy trước Liverpool và Manchester City, và trận cuối cùng chiến thắng 5-1 trước Tottenham Hotspur. Mặc dù vậy, Newcastle không thể thoát khỏi nhóm xuống hạng và bị phải xuống chơi ở Giải Hạng Nhất.

### Tottenham Hotspur

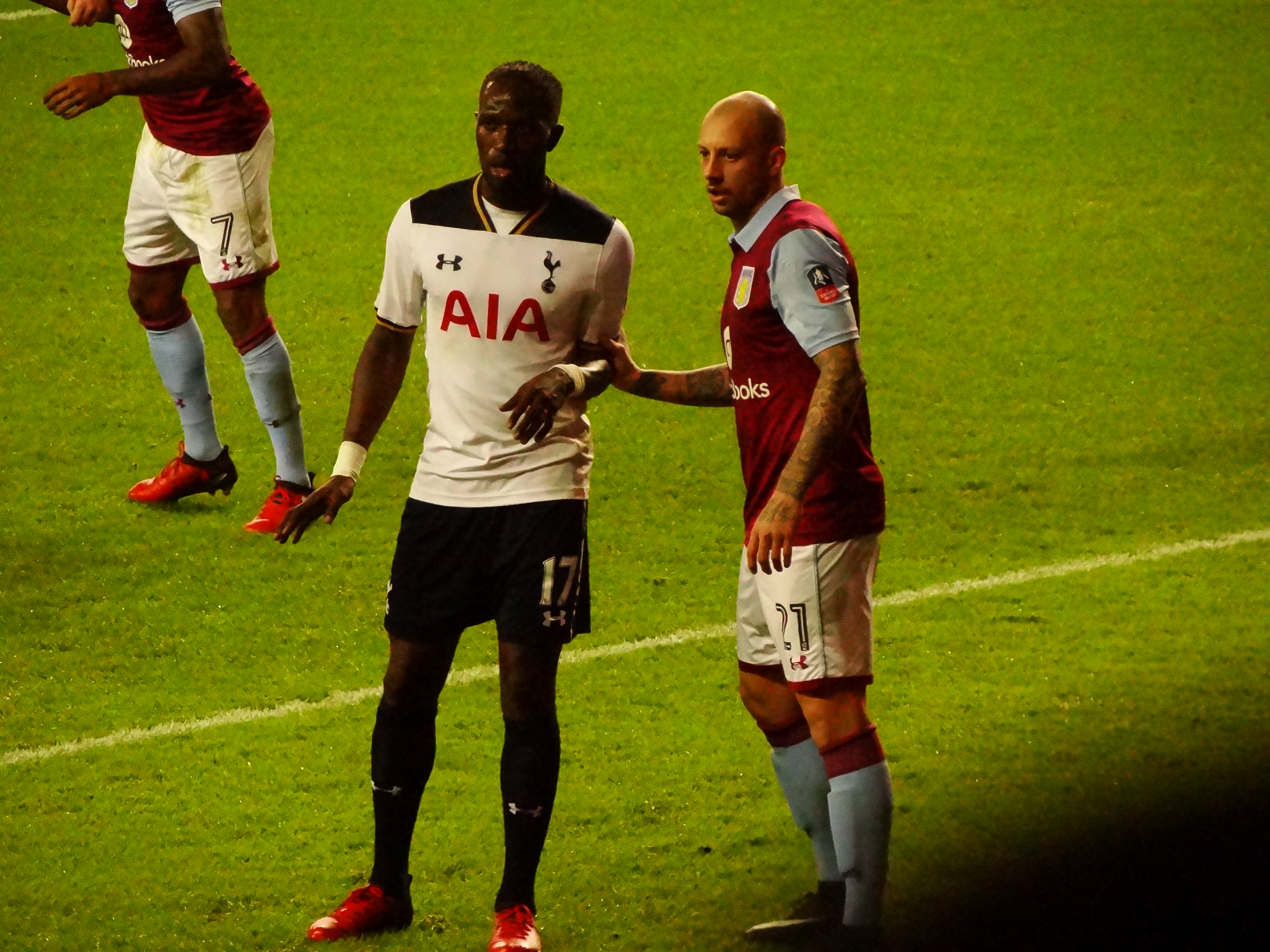
Sissoko thi đấu cho Spurs

Vào ngày 31 tháng 8 năm 2016, Sissoko đã ký hợp đồng với Tottenham Hotspur bằng bản hợp đồng năm năm, với giá 30 triệu bảng. Tottenham, đội đã đánh bại Everton trong cuộc đua dành chữ ký của anh vào ngày cuối cùng của kỳ chuyển nhượng, đã cho Sissoko ra mắt tại Stoke City vào ngày 10 tháng 9 năm 2016. Vào ngày 22 tháng 10, trong trận đấu với Bournemouth, Sissoko thúc khuỷu tay vào Harry Arter, dẫn đến lệnh cấm thi đấu ba trận. Anh đã không chơi một trận đấu nào tại giải ngoại hạng nữa cho Spurs cho đến ngày 3 tháng 12, và chỉ có bốn lần ra sân nữa ở Premier League mùa đó dưới thời HLV Mauricio Pochettino.
Sau mùa giải đầu tiên đáng thất vọng tại Tottenham, Sissoko đã có được một cuộc phấn đấu nỗ lực dài ở đội một để bắt đầu mùa giải 2017/18 khi có nhiều chấn thương ở hàng tiền vệ. Anh được ra sân 4 trận trong sáu trận đấu ở Premier League, trong chiến thắng 3-2 tại West Ham vào ngày 23 tháng 9, Pochettino mô tả màn trình diễn của anh là "tuyệt vời", và ghi bàn thắng đầu tiên cho Tottenham tại NHA vào ngày 30 tháng 9 năm 2017 trong chiến thắng 4-0 trước Huddersfield Town.
Mùa 2018/19, anh được ra sân nhiều hơn trong đội hình chính thức. Anh cùng Harry Winks trở thành bộ đổi tiền vệ trung tâm số một của Tottenham Hotspur, sự tiến bộ của anh so với hai mùa giải trước là rất đáng nể. Mặc dù không có nhiều những bàn thắng hay kiến tạo nhưng sự đóng góp của anh vào lối chơi của Spurs là không thể phủ nhận. Ngày 29 tháng 11 năm 2018, chính anh bằng pha đột phá đầy dũng mãnh đã tạo ra cơ hội cho Dele Alli chuyền bóng cho Eriksen ghi bàn ấn định tỷ số 1-0 trước Inter Milan giúp Tottenham lách qua khe cửa hẹp tiến vào vòng knock-out UEFA Champion league 2019. Ngày 18 tháng 4 năm 2019, trong trận đấu đầy cảm xúc với Manchester City tại lượt về vòng tứ kết UEFA Champion league, sau khi phải rời sân sớm vì chấn thương và phải xem các đồng đội thi đấu trong phần lớn thời gian còn lại, khi trả lời phỏng vấn anh nói đã đi thẳng vào đường hầm khi Sterling ghi bàn thứ 5 cho Man City và bất ngờ mừng phát khóc khi có người vào báo tin trọng tài đã không công nhận bàn thắng và Tottenham tiến vào bán kết.

## Phong cách thi đấu
Là một tiền vệ đa năng, Sissoko có khả năng chơi ở bất kỳ vai trò tiền vệ nào, cũng như ở một số vị trí khác trên sân. Anh thường chơi ở vị trí tiền vệ phòng ngự mặc dù anh cũng có thể chơi ở vị trí tiền vệ trung tâm, hoặc thậm chí là một tiền vệ tấn công hoặc tiền vệ cánh phải, bởi tốc độ và khả năng tấn công của anh. Anh cũng đã từng chơi ở cánh trái, với tư cách là một tiền đạo thứ hai, hoặc là một hậu vệ cánh hoặc hậu vệ công biên. Anh là một cầu thủ to lớn, nhanh, mạnh mẽ, chăm chỉ và tràn đầy năng lượng, với khả năng chạy đường dài và che chắn bóng, Sissoko đã được mô tả là một "tiền vệ trung tâm hoàn haỏ", "cao, to lớn và mạnh mẽ trong các pha xử lý". Mặc dù tính nhất quán, chuyền bóng và khả năng kỹ thuật của anh ấy đã bị nghi ngờ nhiều lần trên phương tiện truyền thông, anh ấy sở hữu một sợi dây liên lạc vững chắc với các đồng đội, và đã chứng minh những cải tiến đáng kể về kỹ thuật và lối chơi liên kết của anh ấy khi sự nghiệp của anh ấy đã tiến triển; hơn nữa, anh được biết đến với phong cách chơi chắc chắn, cũng như khả năng chuyển từ phòng ngự sang tấn công, dốc bóng từ sân nhà trong các pha phản công, nhờ khả năng giành bóng và ý thức giữ vị trí, cũng như tốc độ, sự năng động, và sức mạnh. Anh cũng được biết đến với khả năng sút xa uy lực bằng chân phải, cũng như có nhãn quan chiến thuật tốt để tìm kiếm mục tiêu chuyền bóng. Được coi là cầu thủ đầy triển vọng khi còn trẻ, năm 2010, anh đã được đưa vào Don Balon ' danh sách 100 cầu thủ trẻ xuất sắc nhất trên thế giới sinh ra sau năm 1989.

## Thống kê sự nghiệp

### Câu lạc bộ
Tính đến ngày 16 tháng 5 năm 2021
| Câu lạc bộ        | Mùa giải          | Giải đấu          | Giải đấu | Giải đấu | Cúp quốc gia [a] | Cúp quốc gia [a] | Cúp Liên đoàn [b] | Cúp Liên đoàn [b] | Châu Âu | Châu Âu | Tổng cộng | Tổng cộng |
| Câu lạc bộ        | Mùa giải          | Hạng đấu          | Số trận  | Số bàn   | Số trận          | Số bàn           | Số trận           | Số bàn            | Số trận | Số bàn  | Số trận   | Số bàn    |
| ----------------- | ----------------- | ----------------- | -------- | -------- | ---------------- | ---------------- | ----------------- | ----------------- | ------- | ------- | --------- | --------- |
| Toulouse          | 2007-08           | Ligue 1           | 30       | 1        | 1                | 1                | 1                 | 0                 | 2 [c]   | 0       | 34        | 2         |
| Toulouse          | 2008-09           | Ligue 1           | 35       | 4        | 4                | 1                | 1                 | 0                 | -       | -       | 40        | 5         |
| Toulouse          | 2009-10           | Ligue 1           | 37       | 7        | 1                | 0                | 2                 | 0                 | 7 [d]   | 1       | 47        | số 8      |
| Toulouse          | 2010-11           | Ligue 1           | 36       | 5        | 1                | 0                | 1                 | 1                 | -       | -       | 38        | 6         |
| Toulouse          | 2011-12           | Ligue 1           | 35       | 2        | 1                | 0                | 1                 | 0                 | -       | -       | 37        | 2         |
| Toulouse          | 2012-13           | Ligue 1           | 19       | 1        | 1                | 0                | 2                 | 0                 | -       | -       | 22        | 1         |
| Toulouse          | Tổng cộng         | Tổng cộng         | 192      | 20       | 9                | 2                | số 8              | 1                 | 9       | 1       | 218       | 24        |
| Newcastle United  | 2012-13           | Premier League    | 12       | 3        | 0                | 0                | 0                 | 0                 | 6 [d]   | 0       | 18        | 3         |
| Newcastle United  | 2013-14           | Premier League    | 35       | 3        | 1                | 0                | 2                 | 0                 | -       | -       | 38        | 3         |
| Newcastle United  | 2014-15           | Premier League    | 34       | 4        | 0                | 0                | 4                 | 1                 | -       | -       | 38        | 5         |
| Newcastle United  | 2015-16           | Premier League    | 37       | 1        | 1                | 0                | 1                 | 0                 | -       | -       | 39        | 1         |
| Newcastle United  | Tổng cộng         | Tổng cộng         | 118      | 11       | 2                | 0                | 7                 | 1                 | 6       | 0       | 133       | 12        |
| Tottenham Hotspur | 2016-17           | Premier League    | 25       | 0        | 4                | 0                | 0                 | 0                 | 5       | 0       | 34        | 0         |
| Tottenham Hotspur | 2017-18           | Premier League    | 33       | 1        | 6                | 0                | 2                 | 1                 | 6       | 0       | 47        | 2         |
| Tottenham Hotspur | 2018-19           | Premier League    | 29       | 0        | 0                | 0                | 5                 | 0                 | 10      | 0       | 46        | 0         |
| Tottenham Hotspur | 2019-20           | Premier League    | 29       | 2        | 0                | 0                | 0                 | 0                 | 6       | 0       | 35        | 2         |
| Tottenham Hotspur | 2020-21           | Premier League    | 25       | 0        | 3                | 0                | 4                 | 1                 | 10      | 0       | 42        | 1         |
| Tổng cộng         | Tổng cộng         | Tổng cộng         | 141      | 3        | 13               | 0                | 11                | 2                 | 37      | 0       | 202       | 5         |
| Tổng số sự nghiệp | Tổng số sự nghiệp | Tổng số sự nghiệp | 451      | 34       | 24               | 2                | 26                | 4                 | 51      | 1       | 551       | 41        |

a. Pháp – Coupe de France; Anh – FA Cup
b. Pháp – Coupe de la Ligue; Anh – League Cup
b. Ra sân ở UEFA Champions League.
d. Ra sân ở UEFA Europa League.

### Đội tuyển quốc gia
Kể từ trận đấu diễn ra ngày 28 tháng 6 năm 2021
| Đội tuyển quốc gia Pháp | Đội tuyển quốc gia Pháp | Đội tuyển quốc gia Pháp |
| Năm                     | Số trận                 | Số bàn                  |
| ----------------------- | ----------------------- | ----------------------- |
| 2009                    | 2                       | 0                       |
| 2010                    | 1                       | 0                       |
| 2011                    | 0                       | 0                       |
| 2012                    | 3                       | 0                       |
| 2013                    | 7                       | 0                       |
| 2014                    | 14                      | 1                       |
| 2015                    | 7                       | 0                       |
| 2016                    | 16                      | 0                       |
| 2017                    | 3                       | 1                       |
| 2018                    | 2                       | 0                       |
| 2019                    | 7                       | 0                       |
| 2020                    | 2                       | 0                       |
| 2021                    | 7                       | 0                       |
| Toàn bộ                 | 71                      | 2                       |

#### Bàn thắng quốc tế
Bàn thắng và kết quả của Pháp được để trước.'
| # | Ngày                | Địa điểm                           | Đối thủ  | Bàn thắng | Kết quả | Giải đấu       |
| - | ------------------- | ---------------------------------- | -------- | --------- | ------- | -------------- |
| 1 | 20 tháng 6 năm 2014 | Arena Fonte Nova, Salvador, Brasil | Thụy Sĩ  | 5–0       | 5–2     | World Cup 2014 |
| 2 | 2 tháng 6 năm 2017  | Roazhon Park, Rennes, Pháp         | Paraguay | 4–0       | 5–0     | Giao hữu       |